# Мемориальный комплекс на могиле узников Барановичского гетто
Мемориальный комплекс на могиле узников Барановичского гетто (бел. Мемарыяльны комплекс на магіле вязняў Баранавіцкага гета) — мемориальный комплекс в Барановичах. 3 сентября 2008 года Постановлением Совета Министров Республики Беларусь объекту присвоен статус историко-культурной ценности регионального значения.

## История
Во время Второй мировой войны нацисты повсеместно истребляли еврейское население. В 1942 году в городе Барановичи было создано гетто, куда согнали еврейские семьи, после чего начались расстрелы. Убитых хоронили в траншеях у деревни Грабовец, «Зелёного моста» и улицы Рагули. В декабре 1942 года над Барановичами был поднят белый флаг с надписью «Judenrein», что означало «очищен от евреев».
Через 50 лет в 1992 году родные и близкие погибших попросили разрешения на перезахоронение останков погибших в братской могиле на старом еврейском кладбище, уничтоженных во время войны. В 1994 году на могиле был открыт мемориальный комплекс на средства еврейского стороны по проекту жителя Тель-Авива, члена Барановичского горсовета до 1939 года, архитектора Хаима Цукермана с использованием материалов, привезённых из Израиля, на могиле открыли мемориальный комплекс.

## Описание
На мемориальной площади (1 га), обнесённой забором, установлен памятный камень и беломраморный обелиск с надписью на белорусском и иврите о трагедии узников гетто. На братской могиле на беломраморной плите надпись на белорусском и иврите: «Останки 12-ти тысяч евреев г. Барановичи, собранные в местах уничтожения, совершенного немцами и их пособниками в 1942 году» и изображение Щита Давида — еврейского символа.
Памятник над братской могилой — арки (символа крови живых и мёртвых), железные трубы (символы колючей проволоки гетто), две колонны (символы надежды на современное и будущее) .